# Іст-Нортпорт (Нью-Йорк)
Іст-Нортпорт (англ. East Northport) — переписна місцевість (CDP) в США, в окрузі Саффолк штату Нью-Йорк. Населення — 20 048 осіб (2020).

## Географія
Іст-Нортпорт розташований за координатами 40°52′45″ пн. ш. 73°19′24″ зх. д. / 40.87917° пн. ш. 73.32333° зх. д. (40.879153, -73.323248).  За даними Бюро перепису населення США в 2010 році переписна місцевість мала площу 13,37 км², уся площа — суходіл.

## Демографія
Згідно з переписом 2010 року, у переписній місцевості мешкало 20 217 осіб у 7114 домогосподарствах у складі 5467 родин. Густота населення становила 1512 осіб/км².  Було 7288 помешкань (545/км²).
Расовий склад населення:
| - 93,1 % — білих - 2,8 % — азіатів - 0,8 % — чорних або афроамериканців - 1,7 % — осіб інших рас |

До двох чи більше рас належало 1,4 %. Частка іспаномовних становила 6,7 % від усіх жителів.
За віковим діапазоном населення розподілялося таким чином: 25,5 % — особи молодші 18 років, 60,6 % — особи у віці 18—64 років, 13,9 % — особи у віці 65 років та старші. Медіана віку мешканця становила 41,8 року. На 100 осіб жіночої статі у переписній місцевості припадало 97,8 чоловіків;  на 100 жінок у віці від 18 років та старших — 93,7 чоловіків також старших 18 років.
Середній дохід на одне домашнє господарство  становив 105 250 доларів США (медіана — 92 899), а середній дохід на одну сім'ю — 120 693 долари (медіана — 108 805). Медіана доходів становила 68 380 доларів для чоловіків та 55 057 доларів для жінок. За межею бідності перебувало 4,8 % осіб, у тому числі 2,2 % дітей у віці до 18 років та 4,8 % осіб у віці 65 років та старших.
Цивільне працевлаштоване населення становило 9988 осіб. Основні галузі зайнятості: освіта, охорона здоров'я та соціальна допомога — 25,4 %, науковці, спеціалісти, менеджери — 13,0 %, роздрібна торгівля — 12,2 %.